# Осиновка (станция)
Оси́новка (бел. Асінаўка) — станция Белорусской железной дороги в деревне Осиновка Дубровенского района Витебской области Белоруссии. Открыта в 1871 году на Московско-Брестской железной дороге.

## Описание
Приграничная железнодорожная станция Оршанской дистанции пути Минского отделения Белорусской железной дороги. Расположена в Беларуси, на территории Пироговского сельсовета Дубровенского района Витебской области — в деревне Осиновка, в 30-ти километрах от государственной границы с Россией. В 800 метрах от станции проходит международная автомагистраль Е30.
Путевое развитие — 10 путей различного назначения, из которых 2 тупиковых. От станции отходит однопутная неэлектрифицированная ветка на нефтебазу. Имеются две низкие (береговая и островная) пассажирские платформы, соединённые между собой низкими пешеходными переходами, здание железнодорожного вокзала с кассами и залом ожидания.

## Пассажирское движение
Через станцию ежесуточно проходит не менее десяти пар пассажирских поездов международного сообщения, некоторые из них могут иметь техническую остановку на станции. Регулярно курсируют пригородные электропоезда ЭР9Т и ЭР9Тм сообщением Орша — Осиновка, приписанные к ТЧ-9 Минск-Северный (МВПС). Время в пути до станции Орша-Центральная 32 минуты.